# Château de Romefort
Ne doit pas être confondu avec château de Romefort (Puyrolland) ou château de Romefort (Indre).
Le château de Romefort est situé au nord de Saint-Georges-des-Coteaux, commune de la Charente-Maritime.

## Historique
Siège d'une terre avec droit de moyenne et de basse justice, puis de haute justice à partir de 1729, Romefort était, sous l'ancien régime, une seigneurie vassale de la baronnie de Saint-Sauvant, entre Saintes et Cognac. En 1456, Claude ou Naudon Robert rend hommage de sa terre et seigneurie de Romefort. Cette famille Robert posséda la terre de Romefort jusqu'en 1551, bien qu'elle lui fût disputée par les héritiers de Jean de Beaumont. Une mention certaine remonte à 1492, quand Olivier Robert, écuyer, seigneur de Romefort et d'Ante, près de Niort, époux de Catherine de Châteauneuf, est reçu échevin de la ville de Saintes. Olivier Robert et Catherine de Châteauneuf eurent 2 enfants connus, Françoise, qui se maria avec Jehan de La Vallade, écuyer, seigneur de Saint-Georges-de-La-Vallade (sur la commune de Saint-Porchaire en Charente-Maritime) et René Robert. C'est ce même René qui en 1521 rend hommage de sa terre de Romefort au chapitre de Saintes et en 1522, il rend un même hommage au doyen, chanoines et chapitre de Saintes. Il est aussi fait mention d'un Jehan Robert, Seigneur d'Ante, peut-être est-ce un fils cadet desdits Olivier Robert et Catherine de Châteauneuf.
Vendue en 1551 à Louis de Cherbeys puis en 1602 par Pierre Daste, conseiller du roi au grand conseil, agissant au nom de sa mère, Marie de Cherbeys, la terre de Romefort revient aussitôt par échange à un puissant personnage, Arthus Lecomte , conseiller du roi en ses conseils d'État et privés, baron de La Chaume (à Pont-l'Abbé-d'Arnoult), de Champagne et de Nancras, seigneur de l'Ileau (à Saint-Sulpice d'Arnoult), de Blénac (à La Gripperie-Saint-Symphorien) et de Matha (à Dolus-d'Oléron), en Saintonge, mort sans postérité, si bien que le château de Romefort est vendu en 1621, par l'un de ses héritiers, Jacques Lecomte, baron de La Tresne, à Jean Richard, échevin de Saintes et receveur des tailles de l'élection de Saintes.
Puis, le château est adjugé en 1642 à Marie de Baritauld qui le transmet en 1655 à son fils, Martin de Constantin, quand il épouse Catherine Duval. Désormais, Romefort reste aux mains de personnages établis à Bordeaux, ville où ils exercent leurs charges. Romefort devient une terre de rapport et une maison aux champs.
Par la suite, Jean de Constantin, conseiller du roi en la grand chambre du parlement de Bordeaux, fils de Martin et de Catherine Duval, ne laisse pas d'enfants de ses deux mariages, le premier contracté avec Anne de Gillet , le second avec Marianne de Verthamon . Après sa mort, survenue en 1737, le château revient à sa veuve. Puis en 1770 les neveux de cette dernière, Martial-François et Isaac-Jacques de Verthamon en héritent.
Le château de Romefort ayant passé la Révolution de 1789 sans encombre, il échoit finalement à Félicie de Verthamon, mariée en 1835 au comte Eugène-Honoré de Foucaud d'Aure, qui le vend en 1841 à deux particuliers, dont Bernard Sarrazin. Ce dernier le transmet à sa fille Marguerite, mariée en 1866 avec Victor-Léandre-Émile Rouyer (d) (1838-1907) , ingénieur civil à Saintes, qui s'illustrera en mettant au point une série de machines agricoles, lui valant de nombreux prix. Émile Rouyer est également connu en tant que militant antisémite : il a notamment présidé le jury du concours de La Libre Parole sur l'étude « des moyens pratiques d'arriver à l'anéantissement de la puissance juive en France »,.
Acheté en 2018 avec 40 hectares de terre par la Communauté d'agglomération de Saintes, le château ne se visite pas.
En janvier 2022 il est acheté par un particulier, vivant en Charente Maritime.

## Architecture
Le corps de logis qui date du XVe siècle est un bâtiment simple à couverture d'ardoise à deux pans. Il a été inscrit monument historique le 26 septembre 1995.Il forme la partie ouest, et les communs la partie sud autour de la cour. Des bâtiments de l'aile nord ne reste que la chapelle sur porche.
Le porche d'entrée, surmonté d'une chapelle voutée, date lui aussi du XVe siècle. Il n'est pas sans rappeler celui du passage Saint-Gilles à Pons. Ces chapelles construites sur des passages voutées avaient la fonction de protection des lieux. Cette chapelle de style gothique flamboyant a été classée monument historique le 11 décembre 2002.